# Órgiva
Órgiva és un municipi andalús situat en la part suroccidental de la Alpujarra Granadina (província de Granada). A pesar de tenir poc més de 5.000 habitants, és el municipi més poblat de tota la comarca. Limita amb els municipis de Cáñar, Carataunas, Pampaneira, La Taha, Torvizcón, Rubite, Lújar, Vélez de Benaudalla, El Pinar i Lanjarón. Els antics municipis de Bayacas i d'Alcázar, incloent-hi als nuclis de Fregenite, Oloraves i Bargís estan integrats a Órgiva.

## Història
Órgiva ha estat identificada com la colònia grega d'"Exoche", esmentada pel geògraf Ptolemeu, si bé és cert que les primeres referències escrites d'aquesta vila apareixen en els escrits d'Al-Idrisi (segle xii) amb el nom de "Hisn Orgiva" com castell de la cora d'Elvira.
Durant el regnat nazarí va prendre el nom d'Albastch, que significa «pla», i durant diversos segles la hi va dir "Albacete de Órgiva". En 1492 va ser cedida pels Reis Catòlics a Boabdil com a lloc de retir, després va passar a ésser domini del Gran Capità i finalment va passar pels Senyorius del duc de Sesa, els Còrdova i Ayala, el marquès de Balençuela i dels comtes de Sástago. Per disposició de la reina Isabel II és cap de partit des de 1839.

## Cultura
En aquesta localitat existeix una important comunitat hippie, formada en la seva majoria per britànics, alemanys, holandesos, suecs, francesos i altres europeus que resideixen a Órgiva durant tot l'any, però incloent també un contingent d'espanyols. Aquesta comunitat acostumava a celebrar en primavera la Festa del Drac (Dragon Hippy Festival en anglès), on assistien milers de persones, però en 2003 va quedar definitivament suspesa després que l'ajuntament del poble decretés la seva prohibició per les molèsties que causava als veïns de la localitat.

## Llocs d'interès

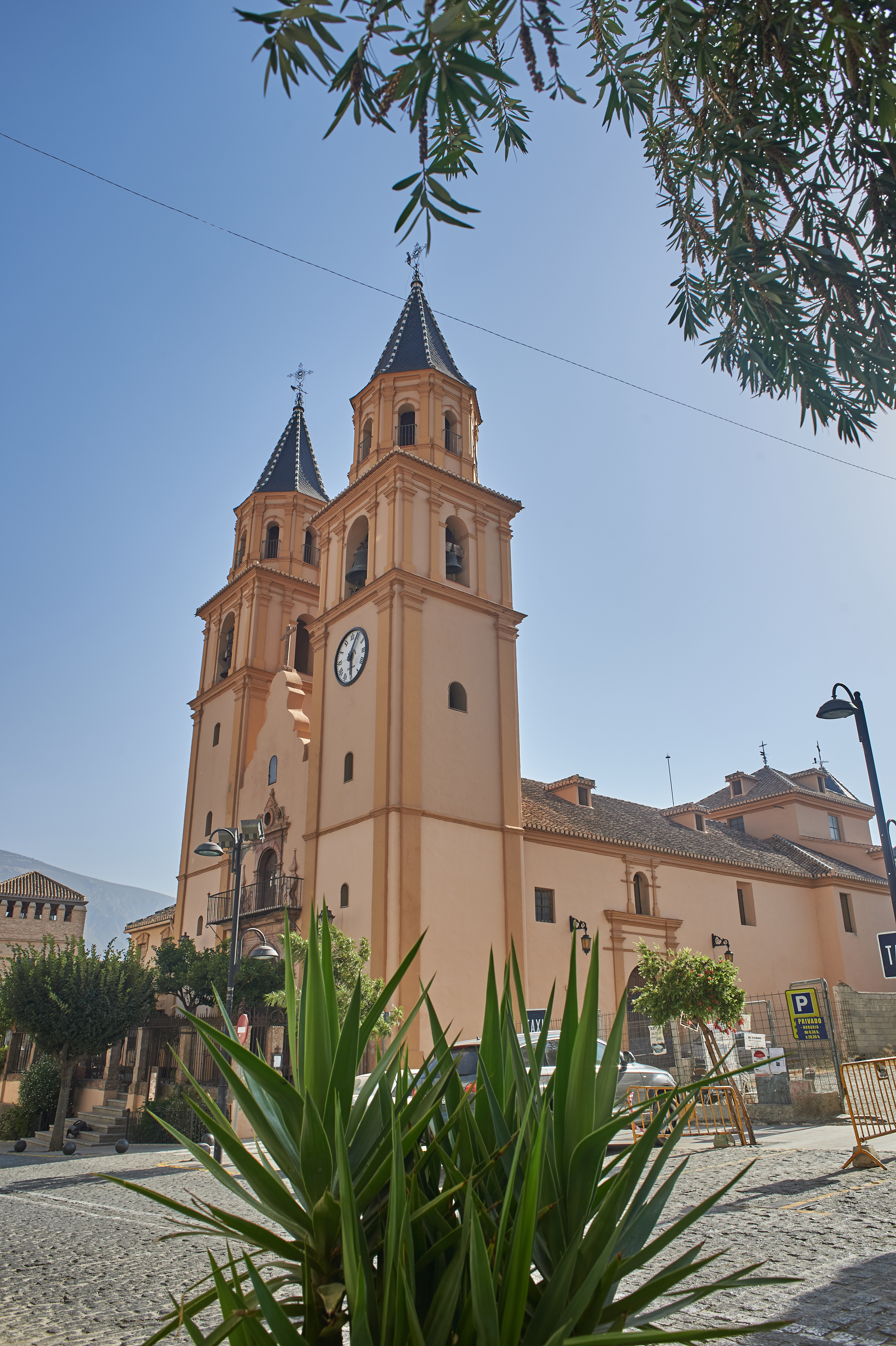
Parròquia de Nostra Senyora de l'Expectació

Parròquia de Nostra Senyora de l'Expectació: Aquesta Església parroquial, amb el retoc realitzat en 1762, conserva la seva estructura primitiva. Els àrabs van tenir en aquest mateix solar la primera mesquita de la comarca de Rio grande.
Al cambril de l'Altar Major es troba el Santíssim Crist de l'Expiració. És una talla de 1599, i s'atribueix a l'escola de Juan Martínez Montañés, encara que va ser tallada a Granada per artistes desconeguts. La parròquia compta també amb altres obres de mèrit.

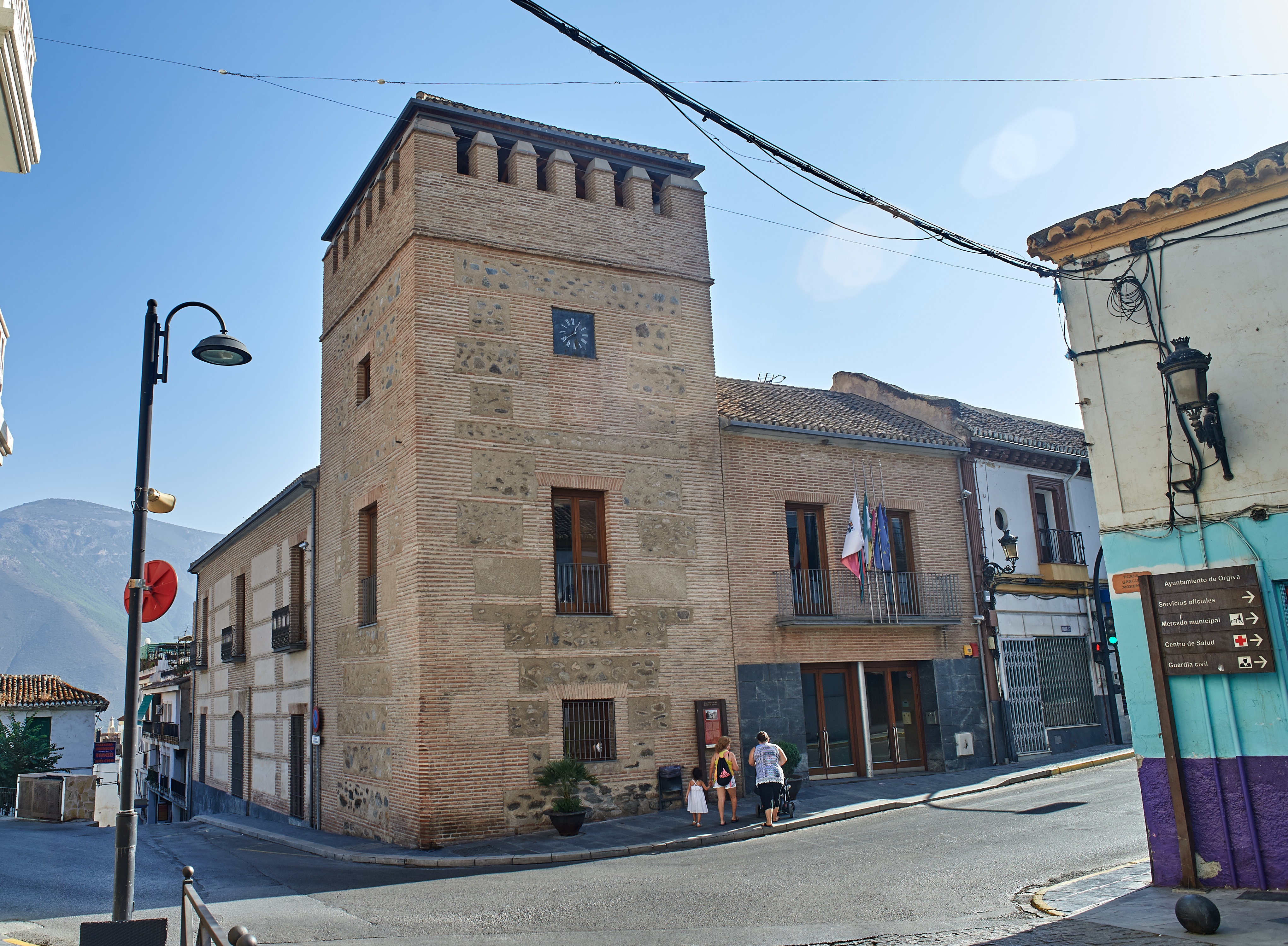
Casa palau dels comptes de Sástago

Casa palau dels Comtes de Sástago: Data dels segles XVI-XVII i és l'actual seu de l'ajuntament. Destaca per la seva arquitectura d'influència àrab, poc habitual en l'època. D'aquesta primera època es conserva especialment la torrassa, rematada per 26 merlets.
La construcció reuneix diferents estils arquitectònics. La part àrab conserva la torrassa de pedra, la cristiana destaca fonamentalment per l'ús del maó. Al segle xix es va afegir una teulada a la torrassa per aprofitar-la com assecador de blat de moro. Ja en època recent s'ha realitzat una restauració que ha permès afegir tota una secció nova a l'edifici, així com el seu aprofitament com a espai públic.
Ermita de Sant Sebastià: Conta la tradició que abans d'edificar l'Ermita de Sant Sebastià, patró de Órgiva, existia una fortalesa visigoda situada a la cúspide d'una suau turó. Després de la destrucció al llarg dels segles d'aquest reducte visigot, en 1589 es van obrir els fonaments de l'ermita sobre el solar del vell castell, d'una sola nau, de forma octogonal, ocupa una extensió de 130 m^2. No presenta un estil determinat. L'altar principal acull la imatge de Sant Sebastià.